# Albert Harley
Albert George Harley (17 tháng 4 năm 1940 – tháng 6 năm 1993) là một cầu thủ bóng đá người Anh từng thi đấu ở vị trí wing half tại Football League cho Shrewsbury Town, Swansea Town, Crewe Alexandra, Stockport County và Chester.